# Pekry Lajos
Pekrovinai Pekry Lajos (? – 1552 körül) politikus, főispán, horvát bán.

## Életpályája
Pekry Lajos pontos születési helye nem ismert, valamikor 1482 körül születhetett. Előnevét családja a horvátországi Petrovináról vette.
1526-ban I. Ferdinánd híveként említették. Nagy birtok- és várszerző volt: 1533 Likava várát és Liptóújvárt kapta, és egyúttal Liptó és Árva vármegyék főispánjává is lett. 1538-ban pedig Dunavecz várát kapta királyi adományként,
1535-ben a fraknói kapitány fogságába esett, de kiszabadult, majd 1537-ben Ferdinánd király záratta el hűtlenség miatt, egyes vélemények szerint többek között az eszéki kudarca miatt.
Ez alkalommal birtokait is elvesztette, de 1545-ben az országgyűlés közbenjárásával, mely az az évi 56. törvénycikk alapján a királyt arra kérte, hogy Likava várát adja vissza, azonban az többé nem került vissza a család kezére, mert időközben 1552 körül Pekry Lajos meghalt.
1553-ban a pozsonyi káptalan előtt János nevű fia tiltakozott Liptóújvárnak Malatesta Fridrik részére való eladományozása ellen. E tiltakozást János 1554-ben is megújította, mivel tudomására jutott, hogy Liptó-Ujvárt Balassa Jánosnak, Likavát pedig Mérey Mihálynak szándékozták adományozni; azonban ez az eladományozás mégis megtörtént: Liptóújvárt Balassa János, Likavát pedig Báthory András kapta meg, aki Liptónak egyúttal főispánja is lett.

## Családja
Pekry Lajosnak két neje ismert, az első Zsófia, Báthori István nádor özvegye, a másik Báthori Erzsébet volt, aki Pekry Lajos halála után Kerechényi Lászlóhoz ment férjhez.
Lajos fiai János és Pál voltak. Pál nevű fia azonban nevét Pewkry alakban írta. E Pál Szatmár megyében több helyen is szerzett birtokot, és azokra királyi adomány mellett be is iktatták; így 1541-ben Sályi, 1544-ben Tyukod, 1546-ban Gebe, Jármi, Nyírmeggyes, és Győrtelek helységben is.
Lánytestvéreként feltételezik petrovinai Pekry Annát is, aki előbb Országh László neje, utóbb Losonci István özvegye lett, és akinek fennmaradt 1557. április 19-én Csejte várából irt levele is, és ekkor birtokai közé tartozott a Somoskői vár is.